# Aurivillius
Aurivillius este un gen de molii din familia Saturniidae. 

## Specii
- Aurivillius aratus (Westwood, 1849)
- Aurivillius cadioui Bouyer, 2008
- Aurivillius drumonti Bouyer, 2008
- Aurivillius horsini Bouvier, 1927
- Aurivillius jolyanorum Bouyer, 1999
- Aurivillius oberthuri Bouvier, 1927
- Aurivillius seydeli Rougeot, 1966
- Aurivillius triramis Rothschild, 1907